# Загайкі (Більський повіт)
Загайкі (пол. Zahajki) — село в Польщі, у гміні Дрелів Більського повіту Люблінського воєводства. Населення — 321 особа (2011).

## Історія
У часи входження до складу Російської імперії належало до Радинського повіту Сідлецької губернії.
За даними етнографічної експедиції 1869—1870 років під керівництвом Павла Чубинського, у селі проживали лише греко-католики, усе населення розмовляло українською мовою.
У 1918 році Загайки входили до складу Української Народної Республіки. У селі діяла українська школа, учителем був Грицько Антоняк. Проте, як писав сам Антоняк комісару народної освіти в Холмі, серед 65 родин (350 осіб), які проживали в поселенні, лише 2 родини були православними, тоді як поляками і римо-католиками себе визнавали 63 родини, які відмовлялися віддавати своїх дітей на навчання до української школи.
У 1975—1998 роках село належало до Білопідляського воєводства.

## Демографія
Демографічна структура станом на 31 березня 2011 року:
|          | Загалом | Допрацездатний вік | Працездатний вік | Постпрацездатний вік |
| -------- | ------- | ------------------ | ---------------- | -------------------- |
| Чоловіки | 161     | 31                 | 107              | 23                   |
| Жінки    | 160     | 31                 | 89               | 40                   |
| Разом    | 321     | 62                 | 196              | 63                   |